# Celeus obrieni
Celeus obrieni là một loài chim trong họ Picidae.